# Éetión
Éetión görög mitológiai alak, a müsziai Thébai uralkodója, Andromakhé apja. A trójai háború alatt Akhilleusz feldúlta a várost, Éetiónt hét fiával együtt megölte. Homérosz az Iliasz-ban írja, hogy Akhilleusz nagyra tartotta bátorsága miatt Éetiónt, fényes temetést rendezett neki, feleségét, Asztünomét azonban elhurcolta.